# Sally (Vorname)
Sally ist ein weiblicher Vorname. Er ist die englische Kurzform des ursprünglich hebräischen Namens Sarah und bedeutet „Fürstin“ oder „Herrin“. Unter deutsch- und jiddischsprachigen Juden war der Name als Abkürzung des männlichen Vornamens Salomon verbreitet; diese Benutzung ist heute allerdings selten geworden.

## Häufigkeit
Der Name Sally wurde in Deutschland von 2006 bis 2018 ungefähr 880 Mal als erster Vorname vergeben.

## Namensträgerinnen
- Sally Carr (* 1945), britische Sängerin (Middle of the Road)
- Sally Dynevor (* 1963), britische Schauspielerin
- Sally Field (* 1946), US-amerikanische Schauspielerin und Regisseurin
- Sally Gunnell (* 1966), britische Hürdenläuferin
- Sally Hawkins (* 1976), britische Schauspielerin
- Sally Hemings (1773–1835), Sklavin von Thomas Jefferson
- Sally Kellerman (1937–2022), US-amerikanische Schauspielerin und Sängerin
- Sally Kirkland (* 1941), US-amerikanische Schauspielerin
- Sally Mann (* 1951), US-amerikanische Fotografin
- Sally Martin (* 1985), neuseeländische Schauspielerin
- Sally McCallum (* 1940), kanadische Sprinterin, Hürdenläuferin und Weitspringerin
- Sally McKee (* 1955), US-amerikanische Mittelalterhistorikerin
- Sally McKenzie (* 1955), australische Schauspielerin und Regisseurin
- Sally Mene (* 1949), neuseeländische Diskuswerferin und Speerwerferin
- Sally Menke (1953–2010), US-amerikanische Filmeditorin und Filmproduzentin
- Sally Meyerhoff (1983–2011), US-amerikanische Langstreckenläuferin
- Sally Miehe-Renard (* 1997), dänische Schauspielerin
- Sally Moir (* 1954), australische Hürdenläuferin
- Sally Moore (* 1940), US-amerikanische Tennisspielerin
- Sally Morgan, Baroness Morgan of Huyton (* 1959), britische Politikerin
- Sally Oldfield (* 1947), britische Sängerin und Komponistin, Schwester von Mike Oldfield
- Sally Özcan (* 1988), deutsch-türkische Webvideoproduzentin
- Sally Pearson (* 1986), australische Leichtathletin
- Sally Phillips (* 1970), britische Schauspielerin, Drehbuchautorin und Komikerin
- Sally Pressman (* 1981), US-amerikanische Schauspielerin
- Sally Priesand (* 1946), US-amerikanische Rabbinerin
- Sally Rand (1904–1979), US-amerikanische Burlesque-Tänzerin
- Sally Ride (1951–2012), US-amerikanische Physikerin und Astronautin
- Sally Rooney (* 1991), irische Schriftstellerin
- Sally Salminen (1906–1976), finnische Schriftstellerin
- Sally W. Stoecker (* 1954), US-amerikanische Professorin
- Sally Struthers (* 1948), US-amerikanische Schauspielerin
- Sally Yates (* 1960), US-amerikanische Juristin

## Namensträger
- Sally Mayer (1889–1944), deutscher Arzt jüdischer Abstammung
- Sally Perel (1925–2023), israelischer Autor deutscher Herkunft

## Kunstfiguren
- Die Hauptfigur in Sally the Witch, einer japanischen Anime-Serie
- Sally Brown, Charlie Browns kleine Schwester